# Otte Krabbe
 Der er flere personer med dette navn, se Otto Krabbe (flertydig).
Otte Krabbe (1. januar 1641 – 13. juli 1719) var gehejmeråd og amtmand.
Krabbe var født nytårsdag 1641 i Christianopel i Blekinge, hvor hans fader, Erik Krabbe (død 1659), da var lensmand. Krabbe fik sin opdragelse hos Kjeld Krag på Heinekirke i Skåne, hvem han forlod for at tage tjeneste i kongens gård som page 1656. Som sådan ledsagede han Hannibal Sehested på dennes ambassade til Frankrig 1662-64 og blev nogen tid efter hjemkomsten forfremmet til kammerpage hos kongen, der skænkede ham sin egen kårde, som Krabbe derefter bar hele sit liv. 1669 blev han kammerjunker, men opvartede stedse kongen personlig som hans kammerpage og var bestandig hos ham i hans sidste levetid; i Krabbes arme døde Frederik 3., som på sit dødsleje til tak og erindring satte sin ring på den trofaste pages finger, som den aldrig forlod, end ikke i graven. Efter tronskiftet blev Krabbe kammerherre, men forlod snart hoffet, da han 1671 blev udnævnt til amtmand over Tryggevælde, Vordingborg og Møns amter; Vordingborg amt mistede han dog næste år, og Tryggevælde amt gik 1695 over til en anden, indtil det 1709 atter blev tildelt Krabbe. Imidlertid blev han 1682 amtmand over Roskilde amt med Vordingborg amts rytter- og proprietærgods samt stiftsbefalingsmand over Sjællands Stift. 1680 fik han etatsråds titel, 1683 rang med overskænken, 1684 Dannebrogordenen, 1691 udnævntes han til justitsråd med forpligtelse til at indfinde sig i højesteret, når han tilsagdes, og 1695 til gehejmeråd.
Ved siden af sine embeder havde Krabbe meget at tage vare med bestyrelsen af sine landejendomme. I henhold til sin faders løfte tilskødede Christian 5. ham 1670 Holmegaard, hvortil hørte Broksø, som 1675 blev oprettet til sædegård; en tid lang ejede han Bækkeskov og Aakjær, og ved sit sidste giftermål forøgede Krabbe yderligere sit jordegods. Han var først gift (1671) med rigshofmester Joachim Gersdorffs datter Dorthea G. (18. april 1645 – 30. juli 1680) og derefter (25. maj 1681) med gehejmeråd Vincents Hahns - eller mere korrekt: Vincents (Vincentz eller Vincenz) Joachim von Hahns - datter Catharine Susanne v. H. (død 29. maj 1685), efter hvis død han 16. august 1686 ægtede Birgitte Skeel (født 7. januar 1669), datter af gehejmeråd Otto Skeel til Vallø, som 1690 afstod til denne sin datter og Krabbe herregårdene Egholm og Krabbesholm i Horns Herred. Med stor omhu og sparsommelighed styrede Krabbe sine ejendomme; både hovedgårdes og kirkers bygninger forbedrede han, og mod sine undergivne var han en mild og uegennyttig husbond.
Uagtet Krabbe ved Christian 5.’s død (1699) allerede var til års, kom han dog under Frederik 4. til at indtage en mere fremragende plads end hidtil. Straks ved den fjendtlige landgang 1700 fik han som stiftsbefalingsmand lejlighed til under kongens fraværelse at træffe alle fornødne anstalter til forsvar, og uagtet han aldrig havde været i felten, viste han det største mod og skånede ikke sig selv. Samme år lod kongen Krabbe, der under forhandlingerne i Christian 5.s sidste tid havde bekæmpet landmilitsens oprettelse og havde foreslået en skat på hartkornet, for at kongen kunde forøge den stående hær, i forening med overkrigskommissær G. Braem afgive den betænkning, der kom til at danne grundlaget for landmilitsens ordning ved forordningen 1701; og som en mand, der i følge sin lange praksis fra sin virksomhed som amtmand og som godsejer havde et kendskab til landboforholdene som få andre, var det naturligt, at han 1701 fik sæde i den kommission, der skulle forberede vornedskabets ophævelse. Uagtet han personlig var villig til at give vornede fri på sine egne godser, fandt han det højst skadeligt i almindelighed at frigive de vornede på de private godser, i det han frygtede det meget øde gods, der formentlig vilde blive følgen deraf; at fraråde vornedskabets ophævelse på krongodserne – kongens principale forslag – dristede han sig dog ikke til. Foruden Krabbe udtalte kun et af kommissionens medlemmer sig imod den tilsigtede foranstaltning, og om det end taler til fordel for hans ærlighed, må man dog glæde sig over, at de stod ene med deres mening, og at resultatet blev vornedskabets almindelige Ophævelse 1702. Endelig fik Krabbe 1703 sæde i kongens råd som gehejmeråd i Konseillet, og i de mange urolige år under den langvarige krig hvilede en stor del af ansvaret for regeringens ledelse på ham, især når kongen – ofte og længe – var fraværende. Ved siden af denne sin ministerpost vedblev Krabbe at bestyre sit stiftamtmands- og amtmandsembede, og på andre måder blev der desuden lagt beslag på hans tid og kræfter, som da han 1714 var en af kommissærerne i enkedronning Charlotte Amalies bo. 1709 hædredes Krabbe med elefantordenen.
Omsider følte Krabbe sig træt af sine anstrengende embeder og vel også bøjet af sorger; sine børn havde han alle set dø, deriblandt Charlotte Amalie Krabbe (1689 København-1709 smst.), som i kort tid (siden 24. okt. 1708) havde været gift med daværende General-Admiralløjtnant Ulrik Christian Gyldenløve greve til Samsøe, en yngre broder af Christian Gyldenløve. Han trængte til at tilbringe sine sidste dage i ro, og 1717 tog han da afsked fra alle sine embeder. Derefter synes han mest at have levet på Egholm, hvor han stadig lod holde gudstjeneste for sig, da han blev for svag til at søge kirken. Efter en uges sygeleje døde han 13. juli 1719 og blev begravet i Roskilde Domkirke i et kapel, der 1868 blev nedbrudt. Hans enke, der efterlod sig et smukt eftermæle som en from og for sine undergivnes vel omhyggelig frue, overlevede ham til 26. januar 1737.
Krabbe var en klog, erfaren og arbejdsom statsmand; han var sig sit store ansvar vel bevidst, og når han – vel noget påvirket af sin følelse som godsejer – ikke altid så på landboforholdenes i hans tid brændende spørgsmål således, som man nu kunne ønske, at han havde set på dem, så tør man ikke tvivle på, at han lod sig lede af sin overbevisning om det rette, og det så meget mere, som han var en sjælden human mand; forordningen 1708, der afskaffede forskellige grove misbrug fra tiendeejernes side ved tiendetællingen, er således hans værk. Hans ualmindelige velvilje viste sig også derved, at han havde meget ondt ved at vredes på nogen, og at han sjælden slog hånden af nogen af de mange, han hjalp med råd og dåd, ”endskjønt de somme Tid tit kunde spasere uden for Landevejen”. Han var altid den samme, siger biskop Christen Worm, altid hin gamle, ærlige hr. O. Krabbe I det hele står han som en ualmindelig sympatetisk skikkelse, udrustet med adskillige af den gamle adels allerbedste egenskaber, en ædel personlighed med hjertet på rette sted.